# تأثیر موتسارت
- مجموعهٔ تحقیقاتی که ادعا دارند که گوش کردن به موسیقی موتسارت ممکن است مدت زمان کوتاهی بر فعالیت‌های ذهنی موسوم به استدلال مکانی-زمانی داشته باشد.
- نسخهٔ مشهور شدهٔ این ادعا که: «گوش کردن به موسیقی موتسارت باعث باهوش‌تر شدن فرد می‌شود.» یا اینکه گوش دادن به موتسارت در اوایل کودکی مایهٔ بهبود فعالیت‌های ذهنی است.
- یک نماد بازرگانی در ایالات متحده برای قطعه صداهای ضبط شده که ادعا می‌کند باعث بهبود فعالیت‌های ذهنی می‌شود.

عبارت تأثیر موتسارت برای اولین بار توسط آلفرد ا. توماتیس که تلاش می‌کرد از موسیقی‌های موتسارت برای درمان برخی از اختلالات استفاده کند ابداع شد؛ تلاش وی در کتابی از دون کامبل شهرت یافت. این کتاب برمبنای آزمایش مطرح شده در مجلهٔ نیچر است که بر تأثیر موقت گوش کردن به موتسارت بر ضریب هوشی اشاره داشت. بر مبنای این تحقیقات زل میلر، قانون‌گذار جورجیا، تخصیص بودجه‌ای برای تهیهٔ یک عدد لوح فشردهٔ موتسارت برای هر نوزاد جورجیایی را پیشنهاد داد.